# Estadio Tahnoun bin Mohammed
El Estadio Tahnoun bin Mohammed (en árabe: استاد طحنون بن محمد‎) es un estadio multipropósito ubicado en la ciudad de Al Ain de Abu Dabi en los Emiratos Árabes Unidos.
El estadio fue inaugurado el 21 de agosto de 1987 y ha sido utilizado principalmente para el fútbol, en especial por el Al-Ain FC, el club más importante de la ciudad.
Dentro de sus eventos ha sido sede de la Copa Asiática 1996 en la que los Emiratos Árabes Unidos fue el país organizador, también ha sido parte de dos finales de la Liga de Campeones de la AFC, una en 2003 y la otra en 2005 y también es una de las sedes de la ronda de clasificación del Campeonato Sub-23 de la AFC de 2018.